# Defence Therapeutics
Defence Therapeutics ist ein kanadisches Biotechnologieunternehmen mit Sitz in Vancouver. Das Unternehmen entwickelt biologische und auf Biosimilaren Antikörpern basierende therapeutischen Medikamenten und Impfstoffe gegen Krebs und Infektionskrankheiten.

## Geschichte
Das Unternehmen wurde 2017 unter dem Namen Accum Therapeutics gegründet und im Mai 2020 in Defence Therapeutics umbenannt. Das Unternehmen entwickelt mithilfe der patentierten Plattformtechnologie Accum und der ADC-Technologie (Antibody Drug Conjugates) Impfstoffe und Therapien.
Defence Therapeutics hat einen Impfstoffe gegen Krebs in Entwicklung. Der Krebsimpfstoff Accuvac konnte in einer im Mai 2021 verkündeten Studie Krebs in Mäusen mit einer Erfolgsrate von 70 Prozent heilen.
Auch ein SARS-CoV-2-Impfstoff wird von dem Unternehmen entwickelt. Dieser soll proteinbasiert sein und auch gegen eine breite Anzahl von Varianten wirksam bleiben. Laut einer am 31. Mai 2021 verkündeten Studie konnte ein an Tieren getesteter Impfstoff erfolgreich Antikörper gegen alle Varianten von SARS-CoV-2 bilden.